# Талал бін Абдалла
Талал бін Абдалла бін Хусейн бін Алі (араб. طلال بن عبد الله بن الحسين بن عليطلال بن عبد الله بن الحسين بن علي‎
26 лютого 1909 — 7 липня 1972) — король Йорданії з 5 вересня 1951 до 11 серпня 1952. Син Абдалли I. Зрікся престолу за станом здоров'я на користь свого сина Хусейна, тому що хворів на шизофренію.

## Біографія
Талал народився 26 лютого 1909 року в Мецці в Османській імперії. Його батько був першим королем Йорданії і після його смерті влада в країні перейшла до його сина Талала. Талал вчився в британській королівській військовій академії в Сандхерсті. Після закінчення академії у 1929 році він служив у кавалерійському полку Арабського легіону.
Талал зійшов на трон після вбивства його батька, Абдалла I, в Єрусалимі. 20 липня 1951 року король Абдалла I та його онук Хусейн вирушили в Єрусалим для здійснення п'ятничної молитви в мечеті Аль-Акса. Палестинський терорист вбив Абдаллу I і стріляв у Хусейна, але куля потрапила в медаль на принці й не заподіяла йому шкоди. Влада перейшла до Талала, але його правління було коротким. Через все частіші напади шизофренії парламент позбавив Талала королівських повноважень. 16-літній Хусейн був оголошений регентом, а у травні 1953 року він зійшов на престол. За короткий час правління Талала була прийнята нова конституція. Талал помер 7 липня 1972 року в Стамбулі та був похований у королівському мавзолеї палацу Рагхадан в Аммані.